# جیان‌ژن
جیان‌ژن (انگلیسی: Jianzhen؛ ۶۸۸ – ۷۶۳) بهکشو اهل دودمان تانگ بود.